# Edgar Dietsche
Edgar Dietsche (... – 24 maggio 2010) è stato un bobbista svizzero.

## Biografia
Viene ricordato di una medaglia di bronzo nella sua disciplina, ottenuta ai campionati mondiali del 1987 (edizione tenutasi a St. Moritz, Svizzera) insieme ai connazionali Ralph Pichler, Heinrich Ott e Celeste Poltera. Nell'edizione l'argento andò alla Svizzera, l'oro alla Svizzera.